# Граф Данфермлин

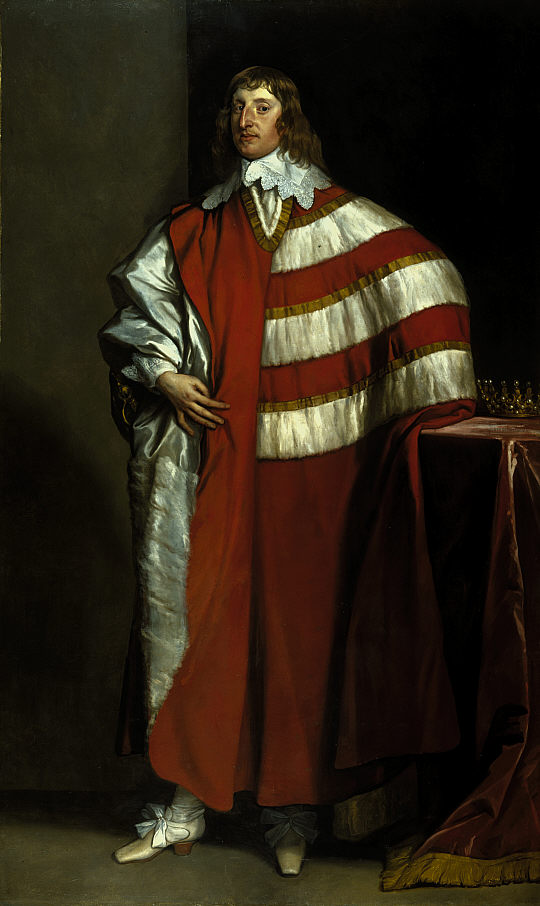
Чарльз Сетон, 2-й граф Данфермлин (1615—1672)

Граф Данфермлин (англ. Earl of Dunfermline) — аристократический титул в системе Пэрства Шотландии. Он был создан 4 марта 1605 года для Александра Сетона, 1-го лорда Фиви (1556—1622), четвёртого сына Джорджа Сетона, 7-го лорда Сетона.

## История
Титул лорда Фиви в системе Пэрства Шотландии был создан 4 марта 1598 года для Александра Сетона. Александр Сетон занимал должности лорда-председателя сессионного суда (1593—1604) и лорда-канцлера Шотландии (1604—1622). Ему наследовал его сын, Чарльз Сетон, 2-й граф Данфермлин (1615—1672). Он являлся хранителем печати Шотландии (1661—1672). Его сменил его сын, Александр Сетон, 3-й граф Данфермлин (1642—1677), не имевший детей. Ему наследовал его младший брат, Джордж Сетон, 4-й граф Данфермлин (ум. 1694). Он был сторонником свергнутого короля Англии Якова II Стюарта. В 1690 году он был лишен титулов и владений, которые были конфискованы парламентским указом. Джеймс Сетон скончался во Франции в 1694 году, не оставив потомства.

## Графы Данфермлин (1605)
- Александр Сетон, 1-й граф Данфермлин (1556 — 16 июня 1622), четвёртый сын Джорджа Сетона, 7-го лорда Сетона (1531—1586)
- Чарльз Сетон, 2-й граф Данфермлин (ноябрь 1615 — 11 мая 1672), младший сын предыдущего
- Александр Сетон, 3-й граф Данфермлин[англ.] (12 июня 1642 — 23 августа/23 октября 1677), второй сын предыдущего
- Джеймс Сетон, 4-й граф Данфермлин[англ.] (ум. 26 декабря 1694), младший брат предыдущего.